# جواو أغيار
جواو أغيار (بالبرتغالية: João Aguiar‏) هو كاتب وصحفي برتغالي، ولد في 26 أكتوبر 1943 في لشبونة في البرتغال، وتوفي بنفس المكان في 3 يونيو 2010 بسبب سرطان.